# Градешка
Градешка је планина у јуоисточном делу Северне Македоније, огранак је планине Серте (Кончешка). Лежи источно од Вардара код Демир Капије.
Највиши врх је Вршник 1031 метар. Обухвата слив Градешке реке, леве притоке Вардара и изворишне делове Криве Лакавице, притоке Брегалнице, те Старе реке, притоке Струмице.
Састављена је углавном од кристаластих шкриљаца. Због утицаја медитеранске климе покривена је претежно закржљалом храстовом шумом. Неповољни климатски услови су узрок слабе насељености. На јужној падини је село Градец по којем је и добила име.